# Lago Hauroko
Il lago Hauroko si trova nell'Isola del Sud della  Nuova Zelanda, all'interno del Fiordland National Park. Ha una lunghezza di 30 km ed una superficie di 63 km². Si trova ad una quota di 150 metri s.l.m. ed ha una profondità di 462 metri. 
È il lago più profondo della Nuova Zelanda ed il 16° più profondo del mondo. 
Il nome è di origine māori e significa "vento che suona".